# Société béninoise de production d'électricité
La Sbpe, abréviation de la Société béninoise de production d'électricité, est une entreprise publique béninoise qui intervient dans le domaine de l'énergie.

## Historique
La Sbpe est créée par le décret N° 2020-565 du 2 décembre 2020. Distincte de la Société béninoise d'énergie électrique, elle est mise en place dans la perspective de répondre aux besoins énergétique du pays,.

## Attributions
En mettant en place la Sbpe, le gouvernement béninois vise entre autres à résoudre les difficultés d'approvisionnement du Bénin en énergie fossiles et renouvelables. La Société béninoise de production d'électricité a donc pour attributions lors de sa création la vente d'électricité à la Société béninoise d'énergie électrique, l'acquisition de l'énergie solaire produite par des opérateurs privés, la production et la commercialisation d'électricité en utilisant ses propres installations et la promotion du développement des sources d'énergie renouvelable,,,,,.